# Flygtningekrisen i Europa
Flygtningekrisen eller migrationskrisen har siden 2015 været anvendt som betegnelse for situationen i Europa. Situationen er kendetegnet ved et stigende antal flygtninge, som rejser til Europa på tværs af Middelhavet eller Sydøsteuropa og ansøger om asyl på grund af den desperate situation i deres hjemlande. Ifølge opgørelse fra FN's Flygtningehøjkommissariat frem til begyndelsen af september 2015 kom 71% af flygtninge fra Syrien, Afghanistan og Eritrea. De fleste af flygtningene er voksne mænd (72%). Udtrykket den "europæiske migrationskrise" blev anvendt fra april 2015, da fem både, der transporterede næsten to tusind indvandrere til Europa sank i Middelhavet med et samlet dødstal, der anslås til mere end 1.200 mennesker.
Skibsforliset fandt sted på baggrund af de igangværende konflikter i flere nordafrikanske og mellemøstlige lande samt flere EU-regeringers afvisning af at finansiere den italienske redningsaktion "Operation Mare Nostrum", som i stedet blev erstattet af Frontex' "Operation Triton" fra november 2014. Den 23. april 2015 enedes EU-landenes regeringer om at tredoble finansieringen til grænsepatrulje-operationerne i Middelhavet, så kapaciteten svarede til Operation Mare Nostrums tidligere kapacitet, men Amnesty International kritiserede umiddelbart EU's beslutning om ikke "at udvide Tritons operationelle område" til området, der tidligere var omfattet af Mare Nostrum. Nogle uger senere besluttede EU at iværksætte en ny operation baseret i Rom, kaldet "EU NAVFOR Med", under kommando af den italienske admiral Enrico Credendino.
Ifølge Eurostat modtog EU-landene 626.000 asylansøgninger i 2014, det højeste antal siden 672.000 ansøgninger i 1992. I 2014, afgørelser om asylansøgninger i EU foretaget i første omgang resulterede i mere end 160.000 asylansøgere fik opholdstilladelse, mens yderligere 23.000 fik opholdstilladelse efter en appel. 45% af asylansøgerne blev umiddelbart anerkendt og 18% efter en appelsag. Fire stater: Tyskland, Sverige, Italien og Frankrig - har modtaget omkring to tredjedele af EU's asylansøgninger og tildelt næsten to tredjedele af opholdstilladelserne i 2014, mens Sverige, Ungarn og Østrig var blandt de EU-lande, der modtog flest asylansøgninger per indbygger.
Ved slutningen af 2015 blev det opgjort, at 1.005.504 mennesker var kommet til Europa ifølge den Internationale Organisation for Migration med hovedsæde i Geneve i Schweiz. Skønnet 3.692 var druknede under forsøget. En senere opgørelse fra Eurostat opgjorde tallet til 1,25 millioner, hvoraf 363.000 fra Syrien, 178.000 fra Afghanistan, 121.500 fra Irak.

## Baggrund

### Begyndelsen på den europæiske krise
Mellem 2007 og 2011 medførte et stort antal udokumenterede immigranter fra Mellemøsten og Afrika, der krydsede grænsen mellem Tyrkiet og Grækenland, at Grækenland og Frontex opgraderede grænsekontrollen. I 2012 faldt indvandrertilstrømningen til Grækenland til lands med 95% efter opførelsen af et hegn på den del af den græsk-tyrkiske grænse, der ikke følger Maritsa-floden. I 2015 fulgte Bulgarien efter ved at opføre et grænsehegn for at forhindre indvandrerstrømmen fra Tyrkiet.
Ustabilitet og den anden borgerkrig i Libyen gjorde afsejling lettere fra det nord-afrikanske land. Uden central myndighedskontrol med Libyens havne og kontakt med de europæiske lande blomstrede menneskesmuglingsnetværk. Krigen kunne også have tvunget mange afrikanske immigranter, der var bosiddende i Libyen, til at forlade landet, der plejede at være destinationsland for migranter, der søgte bedre job.
Skibbruddet ved Lampedusa i 2013, der involverede "mere end 360" dødsfald, førte til, at den italienske regering etablerede "Operation Mare Nostrum", en storstilet flådeoperation, der involverede eftersøgning og redning, med flygtninge bragt om bord på landgangsfartøjer. Den italienske regering anmodede om midler fra EU til at fortsætte driften, men medlemslandene ville ikke tilbyde den ønskede støtte. Den britiske regering tilkendegav frygt for, at operationen ville fungere som "en utilsigtet 'tiltrækningsfaktor', der ville tilskynde flere indvandrere til at forsøge den farlige havpassage og dermed føre til flere tragiske og unødvendige dødsfald".[47] I 2014 afsluttede den italienske regering operationen med begrundelsen, at omkostningerne var for store til en enkelt EU-stat at bære. Frontex overtog her efter hovedansvaret for eftersøgnings- og redningsoperationer under navnet "Operation Triton". Operationen består af to overvågningsfly og tre skibe, med syv hold af medarbejdere, der indsamler oplysninger og gennemfører identifikationsarbejde. Det månedlige budget anslås til 2,9 mio €.

### Global flygtningekrise
Ifølge UNHCR nåede antallet af fordrevne mennesker i verden over 59.500.000 ved udgangen af 2014, det højeste niveau siden 2. Verdenskrig, med en stigning på 40%, siden 2011. Af disse 59.500.000 regnedes 14.400.000 som flygtninge (eksklusive palæstinensiske flygtninge), omkring 2,7 million mere end ved udgangen af 2013 (+ 23%), og 1,8 millioner var asylansøgere. Syriske flygtninge var den største gruppe af migranter i 2014 (3,9 millioner, 1,55 millioner mere end året før) og var flere end de afghanske flygtninge (2,6 millioner), som havde været den største gruppe flygtninge i tre årtier. Selv om de fleste syriske flygtninge havde ophold i nabolande som Tyrkiet, Libanon og Jordan, steg antallet af syriske flygtninge, der ansøgte om asyl i Europa mellem 2011 og 2015 støt, og var pr. juli 2015 i alt 348.540. Seks af de ti største oprindelseslande for "flygtninge" var de afrikanske lande: Somalia, Sudan, Sydsudan, Den Demokratiske Republik Congo, Den Centralafrikanske Republik og Eritrea.

### Schengenområdet og Dublin-forordningen
Ved Schengen-traktaten sluttede 26 europæiske lande (22 af de 28 EU-medlemslande, samt fire EFTA-lande) sig sammen til ét område, hvor grænsekontrollen på de interne Schengen-grænser (dvs. mellem medlemsstaterne) var afskaffet, og i stedet begrænsedes kontrollen til de ydre Schengen-grænser, og lande med de ydre grænser var forpligtede til at håndhæve grænsekontrollen. Dublin-forordningen slog fast, at EU-lande havde ansvaret for at behandle en asylansøgning for at forhindre asylansøgere i EU fra "asyl-shopping", hvor ansøgerne sendte ansøgninger om asyl til flere EU-lande eller, at ingen medlemsstat tog ansvaret for en asylansøger. Som standard (når der ikke var familiemæssige årsager eller humanitære grunde), var den første medlemsstat, en asylansøger ankom til, og hvor denne havde afgivet fingeraftryk, ansvarlig for at modtage asylansøgeren. Hvis asylansøgeren der efter flyttede til en anden medlemsstat, kunne de blive sendt tilbage til den medlemsstat, de først var ankommet til. Dette fik mange til at kritisere Dublin-forordningen for pålægge for stort ansvar for asylsøgere på medlemsstaterne ved de ydre grænser (som Italien, Grækenland og Ungarn) i stedet for at sikre en mere ligelig byrdefordeling blandt EU-landene.
Tusindvis af flygtninge søgte i 2015 mod Europa og mange lande var pressede af en konstant flygtningestrøm.

### Statistik over EU's udenlandskfødte befolkning før 2015
Den immigrerede befolkning bosiddende i EU i 2014 var på 33 millioner mennesker, eller 7% af den samlede befolkning i de 28 EU-lande (over 500 millioner mennesker). Til sammenligning var den immigrerede befolkning 1,63% af den samlede befolkning i Japan, 7,7% i Rusland, 13% i USA, 20% i Canada og 27% i Australien. Mellem 2010 og 2013, svagt faldende siden 2010, indvandrede omkring 1,4 millioner ikke-EU-statsborgere, eksklusive asylansøgere og flygtninge, lovligt til EU hvert år.
Før 2014 toppede antallet af asylansøgninger i EU i 1992 (672.000), 2001 (424.000) og 2013 (431.000). I 2014 nåede tallet op på 626.000. Ifølge UNHCR var EU-landene med de største antal anerkendte flygtninge i slutningen af 2014 Frankrig (252.264), Tyskland (216.973), Sverige (142.207) og Storbritannien (117.161). Ingen europæisk stat var blandt de ti lande i verden med flest flygtninge.
Før 2014 var antallet af ulovlig grænsepassager opdaget af Frontex ved de ydre grænser i EU højst i 2011 med 141.051 uregelmæssige ankomster.

## Flygtninge

### Statistik

#### Hav- og landankomster til EU
| Hav- og landankomster til EU i 2014 efter nationalitet | Hav- og landankomster til EU i 2014 efter nationalitet |
| ------------------------------------------------------ | ------------------------------------------------------ |
| Syrien                                                 | 79.169                                                 |
| Eritrea                                                | 34.586                                                 |
| Unspecificerede nationer syd for Sahara                | 26.341                                                 |
| Afghanistan                                            | 22.132                                                 |
| Kosovo*                                                | 22.069                                                 |
| Mali                                                   | 10.575                                                 |
| Albanien                                               | 9.323                                                  |
| Gambia                                                 | 8.730                                                  |
| Nigeria                                                | 8.715                                                  |
| Somalia                                                | 7.676                                                  |
| Andre                                                  | 54.216                                                 |
| Total                                                  | 283.532                                                |

Ifølge International Organization for Migration døde eller forsvandt op til 3.072 mennesker i 2014 på Middelhavet, mens de prøvede at flygte til Europa. Samlet skøn er, at over 22.000 flygtninge er døde mellem 2000 og 2014.
I 2014 flygtede 283.532 til EU, primært over det centrale Middelhav, det østlige Middelhav og ruter i det vestlige Balkan. 220.194 flygtninge krydsede EUs søgrænse i den centrale, østlige og vestlige del af Middelhavet (en 266 % stigning i forhold til 2013). Halvdelen af dem kom fra Syrien, Eritrea eller Afghanistan.
Af dem, der ankom til Sydeuropa i 2014, kom langt størstedelen (170.664, en 277% stigning i forhold til 2013) til Italien via Libyen, mens en mindre del (50.834, en 105% stigning) ankom til Grækenland via Tyrkiet. 62.000 ansøgte om asyl i Italien, men de fleste syrere og eritreanere, der udgjorde næsten halvdelen af de ankomne i Italien i 2014, stoppede ikke i Italien, men fortsatte deres rejse mod det nordlige Europa, Tyskland og Sverige i særdeleshed.
I 2015 fandt et skift sted, hvor Grækenland overgik Italien som det primære ankomstland og antallet overgik i de første seks måneder af 2015 tallene for hele 2014: 67.500 mennesker ankom i Italien, hovedsageligt fra Eritrea (25%), Nigeria (10%) og Somalia (10%), mens de 68.000, der ankom til de græske øer, primært kom fra Syrien (57%) og Afghanistan (22%). I alt 137.000 flygtninge krydsede Middelhavet til Europa i de første seks måneder af 2015.
Siden 1. januar 2015 var det samlede antal flygtninge, der ankom til de italienske kyster, 21.191 pr. 17. april 2015, med et fald i løbet af marts måned på grund af dårlige vejrforhold, og en stormflod den 10. april, hvilket bragte det samlede antal ankomster i linje med nummeret registreres i samme periode i 2014. Dødstallet i de første fire måneder af 2014 var imidlertid 96, sammenlignet med 500 i samme periode i 2015; dette antal tæller udelukkede ofrene fra skibsforlisene den 13. og 19. april.
I begyndelsen af august 2015 udtalte FN's Flygtningehøjkommissær, at 250.000 flygtninge var ankommet i Europa over havet i 2015, 124.000 til Grækenland og 98.000 til Italien. Juli satte en ny rekord for en enkelt måned, hvor 107.500 flygtninge skønnes at være ankommet til EU, og i august kaldte en talsmand for Europa-Kommissionen situationen for "udover akut", og sagde, at et "kollektivt europæisk svar" var forpligtet til at beskæftige sig med de hundredtusinder af mennesker, der forsøger at nå de europæiske kyster.
Ifølge IOMs skøn, havde 432.761 migranter og flygtninge nået Europa over havet den 10. september, som var næsten dobbelt så mange ankomster over Middelhavet som i hele 2014. 70% af alle ankomster i 2015 er registreret i Grækenland (309.356), og 28% i Italien (antallet af ankomster i Italien, 121.139, forblev stabilt i forhold til samme periode året før). Over 70% af ankomsterne til Grækenland kom fra Syrien. IOM anslog, at i alt 2.748 flygtninge havde mistet livet i Middelhavet hidtil i 2015, heraf 2.620 på ruten i det centrale Middelhav, selv om det bemærkes, at udvidelsen af Frontex' Operation Triton i Middelhavet havde medført et mindre fald i dødeligheden i de sidste par måneder.

#### Asylansøgninger
Ifølge Eurostat modtog EU-landene 626.715 asylansøgninger i 2014, det højeste antal siden 1992, hvor EU-landene modtog 672.000 ansøgninger. De vigtigste oprindelseslande for asylansøgerne, der tegner sig for næsten halvdelen af det samlede antal ansøgninger, var Syrien (20%), Afghanistan (7%), Kosovo (6%), Eritrea (6%) og Serbien (5%).
I 2014 resulterede afgørelser om asylansøgninger foretaget i EU i første omgang i mere end 160.000 asylansøgere fik opholdstilladelse, mens yderligere 23.000 fik opholdstilladelse efter en appel. 45% asylansøgere blev umiddelbart anerkendt og 18% efter en appelsag. De flygtningenationaliteter der fik flest opholdstilladelser, og som tegner sig for mere end halvdelen af det samlede antal opholdstilladelser, var syrere (68.300 eller 37%), eritreanere (14.600 eller 8%) og afghanere (14.100 eller 8%).
Fire EU-medlemslande: Tyskland, Sverige, Italien og Frankrig modtog omkring to tredjedele af EU's asylansøgninger og tildelte næsten to tredjedele af opholdstilladelserne i 2014, mens Sverige, Ungarn og Østrig var blandt de EU-lande, der modtog flest asylansøgninger per indbygger, med 8,4 asylsøgere per 1.000 indbyggere i Sverige, 4,3 i Ungarn og 3,2 i Østrig.
I de første tre måneder af 2015 var antallet af asylansøgere i EU 184.800, en stigning på 86%, i forhold til samme kvartal 2014, men stabilt i forhold til sidste kvartal af 2014. De vigtigste ansøgerne kom hovedsageligt fra Kosovo (48.875), Syrien (29.100) og Afghanistan (12.910). I august 2015 meddelte den tyske regering, at den forventede at have modtaget 800.000 asylansøgninger ved udgangen af året, mere end hele EU i 2014. Indtil juli 2015 var syriske flygtninge den største gruppe af asylansøgere i Tyskland, med 44.417 ansøgninger indgivet siden januar, mens 40% af ansøgningerne kom fra folk fra Balkan, som i de fleste tilfælde ikke anses for at kvalificere sig til asyl.
Fra 1. januar til september havde 167.275 afrikanere søgt asyl i EU-landene, Norge og Schweiz. Afrikanske statsborgere udgjorde 18,7 % af det samlede antal asylansøgere. De ti afrikanske lande, hvorfra flest har søgt asyl i EU var (i parentes er noteret den andel, som de udgjorde af det samlede antal asylansøgere i de 30 europæiske lande), var ifølge EASO: Eritrea: 36.405 (4,1 %), Nigeria: 23.265 (2,6 %), Somalia: 17.117 (1,9 %), Gambia: 10.284 (1,2 %), Sudan: 8.261 (0,9 %), Senegal: 7.578 (0,8 %), Mali 6.370 (0,7 %), Algeriet 6.206 (0,7 %), den Demokratiske Republik Congo 4.942 (0,6 %) og Etiopien 4.743 (0,5 %).

### Årsager
Det er komplekst at afdække motiverne til immigration, men de fleste af immigranter formodedes at være flygtninge, der flygtede fra krig og forfølgelse i lande som Syrien, Eritrea og Afghanistan: Ifølge UNHCRs data, som var fra begyndelsen af september 2015, kom 81% af Middelhavets flygtninge fra et af verdens ti mest flygtninge fremkaldende lande. Asylansøgere af syv nationaliteter havde en asylansøgning anerkendelsesandel på over 50% i EU-landene i første kvartal af 2015, hvilket betyder, at mere end hver anden asylansøger fik opholdstilladelse mere end hver anden gang, de nationaliteter er: syrere (94% godkendte), eritreanere (90%), irakere (88%), afghanere (66%), iranere (65%), somaliere (60%) og sudanesere (53%). Indvandrere fra disse nationaliteter tegnede sig for 90% af ankomsterne til Grækenland og 47% af de ankomsterne til Italien mellem januar og august 2015.
Indvandrere fra dele af Vestafrika (Gambia, Nigeria), det vestlige Balkan (Kosovo, Albanien) og Sydasien (Bangladesh, Pakistan) var mere tilbøjelige til at være økonomiske indvandrere, der flygtede fra fattigdom og mangel på arbejde, mange af dem håbede på et bedre liv og arbejde, og de faldt uden for flygtningekonventionens bestemmelser. I modsætning til Tyskland, historisk en populær destination for EU migranter, havde Frankrig oplevet sin popularitet som asyl mål mindske i 2015.

### Velfærdsydelsers indflydelse på valg af asylland
Det er blevet hævdet (blandet andet af Frontex), at migranterne fortrinsvis søger til sådanne EU-lande, hvor de har udsigt til at få den størst mulige økonomiske støtte. Mange migranter har nægtet at afgive fingeraftryk i sydøsteuropæiske lande (og i Danmark) for at undgå, at deres asylansøgninger skulle blive behandlet der. De foretrak illegalt at vandre nord på til mere velstående EU-lande. I sommeren 2015 gennemførte den nye venstreregering i Danmark en nedskæring af den økonomiske støtte kaldet integrationsydelse, som migranter ville få i Danmark i fremtiden. Under behandlingen af lovforslaget blev det mødt med stor kritik fra en række organisationer, herunder FN’s Flygtningeorganisation, UNHCR, og Røde Kors for at være konventionsstridig. Det blev imidlertid afvist af både statsminister Lars Løkke Rasmussen (V) og udlændinge- og integrationsminister Inger Støjberg (V). Den ændrede danske politik resulterede umiddelbart i, at færre migranter søgte opholdstilladelse i Danmark. Og selv om mindst 13.000 personer alene i løbet af et par uger i midten af september kom til Danmark, så endte myndighederne med kun at registrere omkring 1.500 personer, der ønskede asyl her. Det fik flere organisationer og politiske partier, der tidligere havde været skeptiske med hensyn til stramning af asylbetingelser til at skifte holdning og mene, at stramninger har indflydelse på i hvilket land, der søges om asyl. Tilsvarende blev konkluderet i en norsk undersøgelse. Flere har bemærket, at de fleste asylansøgere medbringer en mobiltelefon, hvormed de løbende holdes orienterede om udviklingen.

### Menneskesmuglere
En betydelig del af tilstrømningen til Europa kan tilskrives organiserede menneskesmuglere og andre, der har udnyttet situationen til at tjene penge på at hjælpe migranterne. I Holland blev anholdt to syrere, der mistænktes for at stå bag et organiseret menneskesmuglernet, som sikrede chauffører og biler til transporten samt "sikre huse" i byer som Milano, Athen, Wien og Budapest til ophold under rejsen til Nordeuropa. I Frankrig tjente tre smuglere omtrent 350.000 euro, godt 2,6 mio. kr. ved at gemme migranter fra Sri Lanka, Albanien, Iran og Irak på nogle hoteller i nærheden af den franske havneby Calais. En anden gruppe tjente omkring 2 mio. euro ved at organisere turen til England i lastbiler, idet hver ulovlig passager betalte mellem 6.000 og 7.000 euro. I alt ca 300 ture blev organiseret. En anden måde, som de kriminelle netværk tjener penge på, er at opkræve en slags "husleje" for at bo i lejre i området, fx 10 euro per døgn. Formanden for den humanitære organisation Secours Catholique, Véronique Fayet, hævder, at der ligeledes forekommer organiseret prostitution i forbindelse med disse mafiaorganiserede lejre. I flygtningelejren i Teteghem ved Dunkerque er det kurdiske menneskesmuglere, der styrer lejrene med våben og terror. Ligeledes er det kommet frem, at en fransk konsul i Tyrkiet tjente penge på at sælge gummibåde til transporten fra Tyrkiet til Grækenland. Da efterårsstorme satte ind, begyndte menneskesmuglere i Tyrkiet ifølge BBC, The Independent, Reuters og Deutsche Welle angiveligt at give rabat på deres rejsetjenester for at fortsætte virksomheden med uformindsket styrke, og dette blev bekræftet af en talsmand, Ron Redmond, fra FN's Flygtningehøjkommissariat: "På Lesbos hører vi fra migranterne, at de bliver tilbudt op til 50 pct. rabat for at rejse, når vejrforholdene er dårlige". En syrisk hjertelæge etablerede sig som menneskesmugler og hjalp til at sende 10.000 migranter til Europa. Ifølge Europol kan op til 30.000 personer være indblandede i menneskesmugling. I Danmark blev frem til udgangen af november 2015 194 personer anholdt på blot tre måneder mistænkt for at have medvirket til menneskesmugling i Danmark. Tre personer blev den 20. november dømt et år og seks måneders fængsel hver for menneskesmugling, og desuden blev de to dømt seks års udvisning fra Danmark, mens den sidste modtog en dom på 10 års udvisning fra landet. Kim Kliver, politiinspektør ved Sydsjællands og Lolland-Falsters Politi, kommenterede om smenneskesmuglernes indtjeninger: "det ikke er usædvanligt, at en familie skal betale mellem 7.500 og 8.000 euro pr. medlem".
Den 17. januar 2016 anslog Europol, at menneskesmuglere i 2015 havde tjent "et sted mellem tre milliarder dollar og seks milliarder dollar - mellem 21 milliarder kroner og 42 milliarder kroner - på at transportere mennesker til EU", ifølge Independent on Sunday. Avisen skrev også, at folk fra Europol havde spurgt 1.500 asylansøgere om deres rejser. Det viste sig, at 90 % af dem havde betalt en kriminel organisation for at komme til Europa. Rob Wainwright, chef for Europol, oplyste endvidere, at "Vi ved også, at hver migrant i gennemsnit betaler mellem 3000 dollar og 6000 dollar til kriminelle for rejsen. Så ved et simpelt regnestykke når vi frem til mellem tre og seks milliarder dollar". Han tilføjede, at Europol alene i 2015 identificerede 10.700 mistænkte menneskesmuglere.
Også de russiske myndigheder har udvist en opførsel, der gør, at de er blevet mistænkte for direkte medvirken ved menneskesmugling. I løbet af efteråret steg strømmen af asylansøgere, der kom til Norge via Rusland, voldsomt. I alt 5.400 asylansøgere kom til Norge frem til begyndelsen af december. Da Norge højlydt kritiserede udviklingen, udtalte den russiske udenrigsminister, Sergej Lavrov, at: "Diskussionen handler om folk, som kom til Rusland med en hensigt om enten at arbejde i Rusland eller for at besøge slægtninge. De havde ikke erklæret deres virkelige formål med besøget, som var transit til Norge." Han fortsatte: "Dette betyder, at de bevidst havde opgivet falske data om hensigten med deres besøg i Rusland. Dette er grunden til, at vi ikke ønsker at tage disse mennesker tilbage til Rusland." Da Norge senere forsøgte at returnere afviste asylansøgere til Rusland, blev modtagelsen afvist af landet; kun 700 indvilligede Rusland i at tage tilbage. Da muligheden for at få asyl i Norge således faldt markant, eksploderede strømmen af asylansøgere fra Rusland til Finland i stedet. Det fik den finske udenrigsminister Timo Soini til at udtale, at "Opfattelsen af, at nogen organiserer og regulerer dette på den russisk side, er sikkert korrekt".

#### Flygtningehåndbog
En række organisationer har udgivet en håndbog for nyankomne flygtninge og migranter, med kort, nyttige telefonnumre og andre oplysninger fx om organisationer i landene, som beskæftiger sig med flygtninge- og migrantspørgsmål. Blandt udgiverne og distributørerne er WatchTheMed-Alarmphone og w2eu, en forkortelse for: 'Welcome To Europe'. En aktivist fra WatchTheMed-Alarmphone oplyser, at håndbogen uddeles i Tyrkiet samt ved ankomsten til Grækenland. Netværket bag distributionen, WatchTheMed, omfatter mere end 100 mennesker i Europa og Nordafrika. Uddelingen begrundes dels med at øge sikkerheden for migranter, dels med at organisationen støtter alle menneskers ret til fri bevægelighed.

#### Det nordafrikanske menneskesmuglernet
Det italienske politi har kortlagt et omfattende menneskesmuglernet i Nordafrika i forbindelse med den menneskesmugling, der har fundet sted til Italien. Fra Tripoli i Libyen strækker netværket sig gennem Algeriet og Mali til Senegal og Gambia i vest, gennem Niger og Benin til Nigeria i syd, gennem Egypten, Sudan og Sydsudan til Uganda, Kenya, Etiopien, Somalia, og Eritrea mod sydøst og til Damaskus i Syrien i øst. Hovedmændene bag dette netværk er Ermias Ghermay, Ashgedom Ghermay og Yehdego Medhanie. Knudepunkter i dette smuglernetværk er Addis Abeba i Etiopien, Khartoum i Sudan, Tripoli og Benghazi i Libyen samt Aleksandria i Egypten.

#### Pashandel
Det er antaget at mange migranter lyver om deres oprindelse. Efter som det anses, at flygtninge fra Syrien med rimelig sikkerhed vil kunne opnå opholdstilladelse i Europa, hævder mange migranter fra andre områder, at de kommer fra Syrien. En tysk embedsmand har - på grundlag af undersøgelser foretaget af flere tyske myndigheder - hævdet, at hver tredje flygtning lyver om sin nationalitet. Ligeledes foregår der en omfattende handel i Istanbul i Tyrkiet med falske syriske pas.

#### Terroristsmugling
Der er mistanke om, at der er IS-krigere og andre terrorister blandt migranterne. Norsk politi afslørede, at IS-krigere og folk fra al-Nusra Fronten har forsøgt at komme til Norge forklædte som flygtninge I Italien blev en 38-årig tunesisk mand dømt for terrorvirksomhed afsløret blandt 200 flygtninge. I forbindelse med terrorangrebene i Paris november 2015 kom det frem, at en af de tre selvmordsbombere havde et syrisk pas på sig. Den norske sikkerhedstjeneste (PST) modtog i løbet af efteråret 2015 hundredvis af indberetninger om fund af blandt andet billeder og videoer af henrettelser og brutale afstraffelser af afhuggede hoveder og IS-symboler hos asylansøgere primært på asylansøgeres mobiltelefoner. Desuden har norsk politi fundet symboler og flag, som man mener har tilknytning til blandt andet Islamisk Stat. I januar 2016 hævdede det franske politi, at man i løbet af 2015 havde forhindret 11 angreb af samme type som det i Paris i at blive gennemført.

### Millionforretning
Der tjenes millioner på migranterne, ikke kun illegalt. Også legalt lever mange af at servicere migranterne fx i form af asylmodtagecentre. To brødre i Norge, Kristian Adolfsen og Roger Adolfsen, der ejer firmaet Hero Norge A/S, som ejer og driver 90 asylmodtagecentre i Norge og 10 i Sverige, har i 2015 haft en forventet omsætning på næsten en halv milliard danske kroner og har angiveligt tjent millioner ved denne virksomhed.

## Ruter
De ruter, som migranterne anvender, kan inddeles i to hovedgrupper:
1. ruter ind i EU/Europa, og
2. ruter gennem EU/Europa.

### Ruter ind i EU/Europa
I august 2015 udtalte Frontex, at følgende generelle ruter på havet og på land anvendes af migranter for at komme ind i EU:

- den vestlige afrikanske rute via De Kanariske Øer,
- den vestlige middelhavs rute via Marokko til Spanien,
- den centrale middelhavs rute via Tunesien eller Libyen til Malta eller Italien,
- Apulia og Calabria-ruten til Italien,
- den cirkulære rute fra Albanien til Grækenland,
- den vestlige Balkan rute (Fra Grækenland igennem Makedonien og Serbien til Ungarn og Kroatien)[102]
- den østlige middelhavs rute via Tyrkiet til Grækenland,
- den østlige grænserute via Rusland.

Foruden disse ruter findes en rute direkte fra Egypten til Grækenland.

#### Melilla og Ceuta (Spanien)
Melilla og Ceuta, to spanske eksklaver på Afrikas nordkyst, der grænser til Marokko, er de eneste områder i EU, der deler landegrænse med Afrika. Antallet af flygtninge, der ankom til eksklaver i håb om at nå EU, voksede i 2014.

#### Malta
Mellem 2008 og 2012 modtog Malta i gennemsnit det højeste antal asylansøgere i forhold til sin nationale befolkning: 21,7 ansøgere per 1.000 indbyggere I 2011 var de fleste asylansøgere, der havde indgivet ansøgning om opholdstilladelse, flygtninge fra Somalia, Nigeria, Eritrea og Syrien. I 2012 var mere end halvdelen af anmodningerne fra somaliske flygtninge alene. I en nyhedshistorie i 2013 rapporterede The Guardian: "Før Malta blev medlem af EU i 2004, var indvandrings niveauet ubetydeligt. Fordi det er placeret tæt på Nordafrika, er det nu blevet en indgang for flygtninge, der søger adgang til Europa."
I 2015 ankom kun få migranter til Malta sammenlignet med tidligere år, da de fleste reddede blev bragt til Italien. I september nægtede 78 migranter, som var blevet reddede af Maltas hær, at komme til Malta. De insisterede på at komme til Italien, hvilket til sidst skete.

#### Lampedusa (Italien)
Tusindvis af flygtninge har forsøgt hver måned at krydse Middelhavet til Europa, og sat livet på spil på usikre både blandt andet fisketrawlere. Mange af dem flygter fra krigshærgede lande eller fattige hjemlande og søger et bedre liv i EU. Italien, og især, den sydlige ø Lampedusa, modtager et stort antal afrikanere og folk fra mellemøsten, der blandt andet transporteres af flygtninge smuglere, der opererer fra den ukontrollerede kyst af det uroplagede Libyen.
I juli 2013 besøgte pave Francis øen på sit første officielle besøg uden for Rom. Han bad for flygtningene, levende og døde, og fordømte flygtninge smuglerne. I oktober 2013 indtraf Lampedusa katastrofen: en båd med over 500 flygtninge, hovedsagelig fra Eritrea og Somalia, sank ud for Lampedusa med mindst 300 dødsfald. Siciliens regionale parlament har erklæret landet i undtagelsestilstand.
I 2014 ankom 170.100 flygtninge til Italien over havet, en stigning 296% i forhold til 2013. 141.484 af flygtningene blev sejlet over fra Libyen. De fleste af indvandrerne kom fra Syrien, Eritrea og forskellige lande i Vestafrika.
Fra januar til april 2015 døde omkring 1600 flygtninge på ruten fra Libyen til Lampedusa, hvilket gør ruten til den blodigste flygtningerute i verden.
Menneskesmuglere har også været virksomme her. Fra Zuwara og Garabulli foretager de en systematisk udskibning af migranter i retning mod Lampedusa, Malta og Italien.

#### Grækenland
Flygtninge, der kommer fra Mellemøsten, passerer omkring 6-kilometer hav på vej til de græske øer Chios, Kos og Lesbos, der ligger tæt på Tyrkiet og således er en af de korteste sejladser til Schengengrænsen. På trods af at være medlemsland, opgav Grækenland at lukke sine ydre Schengengrænser for at forsøge at stoppe og registrere flygtningene. Den franske honorære konsul i den tyrkiske havn Bodrum, som solgte både til indvandrere, hævdede, at de lokale tyrkiske myndigheder også har været involveret i hjælp til flygtningene.
I juni 2015 var 124.000 mennesker ankommet til Grækenland, en stigning 750% siden 2014, primært som følge af krigene i Syrien, Irak og Afghanistan. Grækenland appellerede til Den Europæiske Union for at få hjælp, mens UNCHRs europæiske direktør Vincent Cochetel sagde, at faciliteter til flygtningene på de græske øer var "helt utilstrækkelig", og øerne var i "total kaos".
Frontex' "Operation Poseidon", der tager sigte på at patruljere det Ægæiske Hav, er underfinansieret og underbemandet, med kun 11 kystnære patruljefartøjer, et skib, to helikoptere, to fly og et budget på 18 mio €.
Flygtningesmuglere afkræver flygtninge $ 1.000 til $ 1.500 for den 25-minutters bådtur fra Bodrum i Tyrkiet til Kos. I august 2015 sejlede "hundreder" af både over med flygtninge hver aften. Mange af flygtningene havde mobiltelefoner eller smartphones og et detaljeret kendskab til flygtningeruter i Europa. Fra øerne rejste de videre til Thessaloniki på fastlandet i Grækenland. En flygtning har anslået, at det koster vil koste ham € 3.000 til € 4.000 for at nå Tyskland, og € 10.000 til 12.000 € for at nå Storbritannien. Desperate flygtninge har kæmpet om pladser i bådene, der forlader Bodrum på vej til Kos.
I september 2015 oprørte fotos af den døde 3-årige Alan Kurdi, der druknede, da han og hans familie var i en lille gummibåd, som kæntrede kort efter have forladt Bodrum i forsøg på at nå den græske ø Kos, verden og skabte overskrifter i verdenspressen. Konstantinos Vardakis, den øverste EU-diplomat i Bagdad, fortalte The New York Times, at mindst 250 irakiske flygtninge dagligt var ankommet til de græske øer fra midten af august til begyndelsen af september 2015. Alans fader er senere blevet anklaget for at være professionel menneskesmugler, der koldblodigt udnyttede sønnens død i sin forretning.
Endnu i december 2015 ankom over 118.000 flygtninge og migranter fra Tyrkiet til græske øer som Lesbos og Kos, langt flere end i juli, hvor 78.000 ankom.

### Ruter gennem Europa
Der har udviklet sig to hovedruter gennem Europa:
- den ene går fra Italien over Frankrig til Storbritannien,
- den anden går fra Grækenland over Balkan og Ungarn (eventuelt via Østrig) til Tyskland (og i mindre udstrækning videre til Sverige).

#### Fransk-italienske grænse
I juni kunne det konstateres, at hundredvis af afrikanske migranter var strandet ved den fransk-italienske grænse i deres forsøg på at komme til Storbritannien (Frankrig er ikke populært flygtningemål). Frankrig afviste at lade dem komme ind i landet under henvisning til Dublin-konventionens bestemmelser. Ifølge den franske indenrigsminister Bernard Cazeneuve blev 15.000 flygtninge afvist i 2014, et tal der steg betragteligt i 2015, efter, at indenrigsministeren beordrede, at økonomiske flygtninge skulle sendes tilbage til det land, de kom fra. De omkring 200 flygtninge, der befandt sig på klipperne ved Saint Ludovic-grænseovergangen mellem Ventimiglia i Italien og Menton i Frankrig, var fortrinsvis kommet fra Sudan, Libyen og Eritrea.

#### Calais (Frankrig)
Allerede i tidligere år havde Calais været en af de ruter, som migranter anvendte for illegalt at komme til Storbritannien. Tusindvis af immigranter og asylsøgere fra lande som Sudan og Etiopien, levede på gaden eller i interimistiske lejre, mens de forsøgte at komme videre allerede ved begyndelsen af 2015. I løbet af sommeren 2015 døde mindst ni mennesker i forsøg på at nå frem til Storbritannien, her under ved at falde af, eller blive ramt af et tog, og drukne i en kanal ved Eurotunnelindgangen.
I begyndelsen af juli camperede omkring 3.000 migranter fra blandt andet Etiopien, Eritrea, Sudan og Afghanistan, i franske Calais, inden de forsøgte at tage turen videre til Storbritannien. 1.500 migranter forsøgte på en enkelt nat at komme gennem tunnellen under Den Engelske Kanal, oplyste Eurotunnel, og op mod 2.000 personer forsøgte at komme fra Frankrig til England gennem tunnelen ved at hoppe på lastbiler, tog eller lade sig smugle. 200 sikkerhedsfolk og politi blev tilkaldt for at holde migranterne ude. Omkring 4.000 personer fra Afrika og Mellemøsten har boet i teltlejre i Calais tæt ved tunnelindgangen, kaldet Junglen i Calais., i deres forsøg på at komme til Storbritannien. Gentagne gange i løbet af sommeren måtte tunnellen lukkes på grund af "flygtninge". Migraterne bedrev kriminalitet i form af forulempelser og tyverier, hvilket fik stedlige beboere til at sætte deres bolig til salg. Det er kendt, at både sygdom og narkomisbrug er udbredt i lejren, og at folk herfra ofte har truet eller tævet journalister.
En ny menneskesmuglerrute til England via Belgien blev opdaget i september 2015.
Den 6. oktober forsøgte 200 voldelige migranter med støtte fra venstreorienterede aktivister at tvinge sig adgang til sikkerhedszonen ved indkørslen til Euro-tunnellen. Migranterne og deres hjælpere kylede sten mod lastbiler. Når lastbiler standsede blev de bestormede af migranterne.
Den 24. januar organiserede britiske anarkister en aktion, hvor migranter fra Calais bestormede en færge til Storbritannien. 50 ud af ca 350, der havde brudt det franske politis kæder, nåede om bord på færgen. Det var på tilskyndelse af den anarkistiske gruppe "No Borders", at angrebet fandt sted. Borgmesteren i Calais, Natacha Bouchart, udtalte efterfølgende, at begivenheden viser behovet for at sætte militæret ind mod tilstandene der. Lederen af den franske region, hvori Calais ligger, Xavier Bertrand, udtalte, at "Holdningen hos "No Borders" i Calais er skandaløs - de skal straffes".
Først i slutningen af februar 2016 begyndte franske myndigheder at nedbryde "New Jungle". Politiet måtte bruge tåregas mod migranterne, som protesterede, da bulldozerne kørte ind i lejren, der ifølge lokale myndigheder på dette tidspunkt husede 3.700 mennesker. Mindst én migrant og ét medlem af den britiske aktivistgruppe "No Borders" blev anholdt.

#### Ungarn
Flygtninge, der tager den vestlige Balkanrute, ankommer til Schengenområdet i Grækenland. Trods landets forpligtelser ifølge Dublin-forordningen forsøger Grækenland ikke at stoppe og registrere flygtningene. Flygtningene når igen Schengenområdet ved den serbiske-ungarske grænse. I juni 2015 oplyste den ungarske regering, at de overvejede foranstaltninger mod flygtningetilstrømningen fra Serbien, der ikke er en del af Schengen.
Den 17. juni 2015 annoncerede den ungarske regering opførelsen af et 4 meter højt og 175 kilometer langt grænsehegn langs den sydlige grænse til Serbien. Europa-Kommissionen advarede EU-medlemmer mod trin, der strider EU-forpligtelser og opfordrede medlemslande som Ungarn til at finde andre måder at håndtere en flygtningetilstrømningen på. Den første fase af byggeriet stod færdigt i slutningen af august, og premierminister Viktor Orbán meddelte, at hegnet vil være fuldt udbygget med udgangen af 2015.
Den 3. september 2015 forsvarede Ungarns premierminister Viktor Orbán landets forvaltning af flygtningesituationen internt, på trods af kaos ved Budapests vigtigste internationale jernbanestation, og kritiserede samtidigt Tyskland og Europa generelt for ikke at afskrække flygtningene fra at komme til Europa. Samme dag lod ungarsk politi flygtninge gå ombord i et tog på vej mod vest i Budapest, hvorefter politiet stoppede toget det i Bicske, 42 km udenfor Budapest, og forsøgte at transportere flygtningene til en registreringslejr. Flygtningene nægtede at samarbejde og forblev på toget, som derefter forblev på stationen.
Den 4. september 2015 begyndte omkring tusind flygtninge fra østbanegården i Budapest (ungarsk: Keleti Pályaudvar) at gå mod Østrig og Tyskland. Samme nat besluttede den ungarske regering at sende busser for at transportere flygtningene til Hegyeshalom, på grænsen til Østrig.
Den 14. september 2015 blev det rapporteret, at de ungarske politi havde blokeret ruten fra Serbien, og at den normale grænseovergang var stærkt bemandet med officerer og soldater og helikoptere svævede over grænseovergangen, og forseglede grænsen med pigtråd. På trods af forseglingen passerede flygtninge grænsen. Men fra 00:00 den 15. september 2015 udstedtes trusler om anholdelse og sigtelse for ulovligt at passere grænsen. På den ungarske side af grænsen blev frivillige set at give almisser og kort med alternative ruter gennem Kroatien markeret, skabt af administratorerne af Facebook-gruppen "Undgå Ungarn - Migration nyheder." Det har til gengæld medført at kroatiske Facebook kommentatorer, der opfordrede flygtningene til at være forsigtige, når de passerede den kroatisk-serbiske grænse, på grund af et stort antal aktive landminer, der endnu ikke er fjernet efter 1990-ernes uafhængighedskrig.
Den 15. september 2015 var den ungarske forsegling af grænsen til Serbien afsluttet. Flere hundrede flygtninge brød igennem grænsehegnet to gange onsdag den 16. september og kastede sten og flasker over hegnet. Ungarsk politi reagerede med tåregas og vandkanoner ved Horgoš' 2 grænseovergange. Regeringen i Serbien protesterede mod disse handlinger, men det serbiske politi gjorde intet for at stoppe volden. En 20-årig irakisk flygtning er blevet dømt til udvisning og et års indrejseforbud i Ungarn, samt 80 € i retsafgifter, i henhold til den nye lov, der sattes i værk et par dage før. Om aftenen den 17. september forsøgte 200 flygtninge fra Kroatien at komme ind Ungarn, men blev mødt af ungarsk politi og hær. Flygtningene vendte, efter at være udsat for politivold, tilbage til Kroatien. Den 18. september indledte den ungarske regering bygningen af et andet hegn på grænsen til Kroatien, der er EU-medlemsland.

#### Kroatien
Kroatien, der er et EU-land, som deler landegrænse med Serbien og derfor kan få en øget tilstrømning af flygtninge fra Serbien, overvejede følgerne af at Ungarn rejst grænsehegnet på grænsen til Serbien. Næsten 80% af den kroatisk-serbiske grænse følger Donau-floden, men den "Grønne Grænse" nær Tovarnik er 70 kilometer lang. Samtidigt er dele af den kroatisk-serbiske grænse kendte minefelter, der repræsenterer en betydelig trussel. Ifølge den kroatiske sikkerhedsekspert Mate Lausic "mener [at] politiet ... i de omstridte områder ingen større problemer har med at lukke og dermed beskytte statsgrænsen." ... "Jeg forventer ikke de store problemer.". Den kroatiske præsident Kolinda Grabar-Kitarović og første vicepremierminister Vesna Pusic havde hidtil afvist mulighed af at bygge et hegn langs den kroatiske grænse til Serbien. Den kroatiske premierminister Zoran Milanović sagde, at hans land var parat til at hjælpe flygtninge, der kom til Europa, og insisterede på, at mennesker, der flygter fra konflikter, bør have ret til at blive i EU.

Den 15. september 2015 oplevede Kroatien den første større bølge af flygtninge fra den syriske borgerkrig. Første syriske flygtninge krydsede den kroatisk-serbiske grænse og skabte en potentiel ny rute gennem Europa efter, at Ungarn forseglede grænsen. Den 15. september 2015 annoncerede Ungarns regering, at man ville begynde at arrestere flygtninge, der passerede grænsen ulovligt, og allerede den 16. september havde Ungarn tilbageholdt 519 personer, og statsministeriet lagde sag an mod 46 flygtninge. Tusindvis af flygtninge blev efterfølgende tvunget til at følge den alternative rute gennem Kroatien fra Serbien. Efter, at Ungarn lukkede grænsen til Serbien den 15. september, drog flygtningene mod den serbiske by Šid, mindre end 10 kilometer fra den kroatiske grænse. Flere busser fyldte med flygtninge ankom til den kroatiske grænseovergang Tovarnik, hvor Vukovar-Srijems regionens ambulancetjeneste samt det kroatiske Røde Kors stod standby afventende flygtningene. Den 17. september klokken 03:30 om morgenen var mere end 5.000 flygtninge ankommet i Tovarnik. Den 17. september om aftenen udtalte indenrigsminister Ranko Ostojic, at Kroatien var "absolut fyldt", og at Kroatien havde besluttet at lukke grænsen til Serbien. Toglinjer fra Serbien via Kroatien til Slovenien blev lukkede indtil videre. Den 18. september 2015 var 17.000 flygtninge ankommet til Kroatien, og Ungarn og Slovenien lod flygtningene fortsætte til Østrig.

#### Østrig
Den 27. august 2015 blev 71 flygtninge fundet døde i et uventileret fødevarelastbil i nærheden af Wien anvendt til menneskesmugling. Som en officiel reaktion på denne tragedie indledte østrigske myndigheder den 31. august 2015 inspektion af køretøjer, der kom over grænsen fra Ungarn, efter indsmuglede flygtninge. Inspektionerne medførte 19 km kø af køretøjer, og tog blev tilbageholdt i timevis.
Sent den 4. september 2015 mødtes Østrigs kansler Werner Faymann med Tysklands kansler Angela Merkel i Tyskland, efter sammentrædet meddelte de, at flygtningene ville få lov til at krydse grænsen fra Ungarn til Østrig og videre til Tyskland, og tidligt den 5. september 2015 begyndte busser med flygtninge at krydse det østrig-ungarske grænse. Østrigske myndigheder oplyste, at 6.500 indvandrere havde krydset grænsen fra eftermiddagen af 5. september 2015, og at 2.200 allerede er på vej til Tyskland.
Østrigske myndigheder fulgte trop med Tyskland, da man den 14. september 2015 indførte kontrol ved grænsen til Ungarn. Samtidigt indsatte østrigske myndigheder den østrigske hær ved grænsen til Ungarn.

#### Tyskland
Tyskland har været det mest efterspurgte endelige bestemmelsessted for flygtninge i EU under flygtningekrisen, Tusinder af flygtninge fortsatte med at ankomme til Tyskland fra Østrig efter 6. september 2015. Tysklands asylpraksis er baseret på artikel 16a i Tysklands forfatning. Efter skærpelsen af flygtningekrisen besluttede den tyske regering at anvende artikel 17 i Dublin-forordningen af humanitære grunde. Ifølge The Wall Street Journal har den "ensidige" politik med åbne arme udløst både et indenlandsk og internationalt tilbageslag. Tyskland har imidlertid straks påbegyndt implementering af en kvoteordning til fordeling af asylansøgerne mellem bundesländerne. I september 2015 mente bundesländerne, der er ansvarlige for indkvartering, at de havde nået grænsen for deres kapacitet og kritiserede forbundsregeringen i Berlin for tilgangen til flygtningekrisen. Tyskland havde den 13. september foreløbig taget imod 450.000 asylansøgere i 2015. Den 13. september offentliggjorde indenrigsministeren indførelse af midlertidig kontrol med den sydlige grænse mod Østrig og forsvarede grænselukningen med "sikkerhedsproblemer". Begrænsningerne medførte indstillingen af tog mellem Østrig og Tyskland, og stikprøvekontrol af biler.

#### Danmark
Søndag den 5. september 2015 krydsede den første større gruppe af flygtninge grænsen fra Tyskland til Danmark. En del af flygtningene håbede at kunne tage videre til Sverige, et mindre antal søgte asyl. De første flygtninge kom med færge til Rødby på Lolland, senere på aften kom en større gruppe også med toget til Padborg. De fleste asylansøgere er fra lande som Syrien, Afghanistan og Irak. Den 11. september offentliggjorde medier tal fra Udlændingestyrelsen og Dansk Røde Kors, som viste, at personer med mindst 22 forskellige nationaliteter og 12 statsløse personer havde søgte asyl i Danmark i september måned.
Den 10. september blev der offentliggjort tal, som viste, at 3.200 flygtninge og migranter var kommet til Danmark siden den 9., hvoraf 668 personer har søgt om asyl i landet. Omkring en uge senere frem til den 13. september havde 843 søgt om asyl. Den 12. september meldte politiet at de ville stoppe med af offentliggøre tal for antallet af flygtninge som ankom til Danmark.
Der har været arrangeret flere støtteaktiviteter og arrangementer for flygtninge, blandt andet en landsdækkende demonstration den 12. september, hvor der på Christiansborgs slotsplads var samlet omkring 30.000 mennesker ifølge Københavns politi. Lignende demonstrationer samlede dog kun nogle hundrede i andre byer.

#### Finland
Den 13. september 2015 rapporterede den finske presse, at de lokale finske myndigheder havde estimeret, at der kom 300 asylansøgere per dag ind fra den nordlige landegrænse fra Sverige. Det samlede antal af asylansøgere for 2015 er blevet rapporteret til at være over 2,6 gange over det antal, som kom i 2014.

## Udløsning af sommeren 2015's flygtningekrise
Frem til midt på sommeren 2015 skete den største migration fra Italien over Frankrig i retning mod Storbritannien. Storbritannien nægtede dog at tage imod migranter, der var kommet via Frankrig. Følgen var, at der i Calais skete en ophobning af migranter, som forsøgte at komme videre.
Midt på sommeren skete der pludselig en kraftig stigning i antallet af migranter, som kom ind i Europa (og EU) via Grækenland. Som faktorer, der var medvirkende til at udløse den pludselige og massive stigning i antallet af migranter i løbet af sommeren 2015 langs det østlige Middelhav og vestlige Balkanrute (Tyrkiet-Grækenland-Makedonien-Serbien-Ungarn) nævnes blandt andet:
- at i midten af juni 2015 meddelte regeringen i Makedonien, at man ville ændre politik over for flygtningenes ulovlige grænseovergang. Tidligere havde flygtninge været forhindrede i at rejse gennem Makedonien, hvilket tvang de flygtninge, der alligevel valgte ruten, til at benytte farlige, illegale former for gennemrejse, som for eksempel at vandre langs jernbanelinjerne om natten. Fra juni 2015 fik flygtningene tre dages midlertidigt asyl, hvilket gav dem mulighed for at rejse med tog eller på vejene.[192][193]
- Åbningen af Makedonienruten gav flygtninge fra Mellemøsten muligheden for at tage den kortere, forholdsvist langt sikrere og billigere flygtningerute fra Tyrkiets kyst til de græske øer i stedet for den meget lange, mere farefulde og langt dyrere sejlads fra Libyen til Italien. Ifølge Washington Post, foruden at reducere drunknefaren væsentligt, sænkedes prisen for overfarten i de usødygtige fartøjer fra mellem $ 5.000 og $ 6.000, til mellem $ 2.000 og $ 3.000.[193]
- Den syriske regering under Bashar al-Assad indførte øget værnepligt, og gjorde det samtidigt lettere for syrere at få pas. En førende mellemøstenekspert, Emile Hokayem fra det London-baserede International Institute for Strategic Studies, har fremsat spekulationer om, at denne politik har til formål at fremme, at modstandere af hans regime forlader landet.[193]

## Reaktioner
Reaktionerne på migrantkrisen kan inddeles dels i officielle (det vil sige fra myndighedspersoner og politikere) og uofficielle (folkelige), dels tidsmæssigt i tiden før den østlige migrationsbølge brød igennem (det vil sige, da migranterne fortrinsvis ankom til Italien) og efter dette.

### Folkelige reaktioner
De folkelige reaktioner har stort set været delt i to hovedgrupper:
- den ene gruppe, som hovedregel karakteriserede som "venstreorienterede"[194], har taget imod migranterne med åbenhed og ønske om aktivt at bidrage med hjælp i form af modtagelseskomiteer, mad, tøj og lignende,
- den anden gruppe, som hovedregel karakteriserede som "højreorienterede", har stillet sig modvillige til migranterne, har kritiseret den store tilstrømning og krævet den stoppet. Som repræsentant for denne gruppe kan nævnes "Patriotiske europæere mod islamisering af Vesten" ("Pegida") i Tyskland, der ved jævnlige demonstrationer har protesteret og krævet en stopper for "islamiseringen af Europa", som det siges. Pegida startede i Dresden i Tyskland i oktober 2014 [195] og bredte sig efterhånden også til andre europæiske lande, herunder Danmark. Ved siden af denne folkelige, politiske manifestation var der imidlertid andre, som greb til mere håndfaste tiltag og afbrændte bygninger, der var planlagte til at skulle bruges som modtagelses- og indkvarteringssteder for migranter. I Sverige var der pr 23. oktober 2015 sket 11 sådanne (formodede) afbrændinger[196], i Tyskland mere end 500[197]. I 3. kvartal af 2015 registrerede tysk politi 285 angreb og voldelige episoder mod asylcentre mod 198 i hele 2014.[198]

### Den europæiske Union
Den 19. april 2015 mødte Italiens premierminister Matteo Renzi hans top ministre. Efterfølgende talte Renzi telefonisk med den franske præsident François Hollande og den maltesisk premierminister Joseph Muscat. De blev enige om at opfordre til et hastemøde for europæiske indenrigsministre for at løse problemet med flygtninge dødsfaldene. Renzi fordømte menneskehandel som en "ny slavehandel", mens premierminister Muscat den 19. april sagde, at forliset var den "største menneskelige tragedie i de sidste par år". Hollande beskrev menneskehandlere som "terrorister", der sætter flygtninges liv i fare. Den tyske regerings repræsentant for migration, flygtninge og integration, Aydan Özoğuz, sagde, at efter som flere flygtninge forventedes at ankomme, når vejret blev varmere, burde nødsituationens redningsaktioner genoprettes. "Det er en illusion at tro, at afskære flugtruten over Mare Nostrum ville forhindre folk fra at forsøge den farlige rejse over Middelhavet", sagde hun. Federica Mogherini opfordrede til kollektiv EU-indsats forud for et møde i Luxembourg mandag den 20. April.
På en pressekonference bekræftede Matteo Renzi, at Italien havde indkaldt til et ekstraordinært møde i Det Europæiske Råd så hurtigt som muligt for at diskutere situationen, forskellige europæiske ledere var enige i idéen. Den 19. april opfordrede den britiske politiker Nigel Farage at Storbritannien skulle tilbyde tilflugt for kristne fra Libyen og bebrejdede David Cameron og Nicolas Sarkozy for drukneulykkerne ud for Italien. Han oplyste, at flygtningene fra Libyen var forårsaget af vestmagternes indgriben i borgerkrigen, en indgriben, der var godkendt af Cameron og Sarkozy. Cameron tweeted den 20. april, at han "støttede" Renzi s "opfordring til et hastemøde for EU lederne for at finde en samlet løsning "på flygtningekrisen i Middelhavet. Senere bekræftede han, at han ønskede deltage i et krisetopmøde for europæiske ledere om torsdagen.
Den 20. april 2015 foreslog Europa-Kommissionen en 10-punkts plan:
- Styrke de fælles operationer, Triton og Poseidon, i Middelhavet, ved at øge de finansielle ressoucer og antallet af aktiver. Vi vil også udvide det operationelle område, og give os mulighed for at gribe yderligere ind under Frontex mandatet;
- En systematisk indsats for at opbringe og ødelægge skibe, der anvendes af smuglere. De positive resultater, der opnås med Atalanta operationen bør inspirere os til lignende operationer mod smuglere i Middelhavet;
- Europol, Frontex, European Asylum Support Office (EASO) og Eurojust skal mødes regelmæssigt og arbejde tæt sammen for at indsamle oplysninger om smuglerne modus operandi, at opspore deres midler og hjælpe i deres undersøgelse;
- EASO skal indsætte hold i Italien og Grækenland for fælles behandling af asylansøgninger;
- Medlemsstaterne skal sikre at der tages fingeraftryk af alle indvandrere;
- Overveje mulighederne for en mekanisme for forflytning i nødsituation;
- En EU-dækkende frivillig pilotprojekt for genbosættelse, tilbyde en række steder til personer med behov for beskyttelse;
- Etablere et nyt tilbagesendelses program til hurtig tilbagesendelse af ulovlige migranter, koordineret af Frontex fra frontline medlemsstater;
- Engagering af landene omkring Libyen gennem en forenet indsats mellem Kommissionen og EU-Udenrigstjenesten; Initiativer i Niger skal intensiveres.
- Stationere indvandringsforbindelsesofficerer (ILO) i de vigtigste tredjelande, for at indsamle efterretninger om migrationsstrømme og styrke EU-delegationernes rolle.

#### Grænsepatruljerings foranstaltninger
The Guardian og Reuters oplyste, at selv med en fordobling af resourcerne til Operation Triton ville missionen forsat have færre ressourcer end den tidligere italienske redningoperation (Operation Mare Nostrum), hvis budgettet var mere end tre gange så store, havde 4 gange så mange fly til sin rådighed og havde et bredere mandat til at gennemføre eftersøgnings- og redningsoperationer i hele Middelhavet.
Den 23. april 2015 blev et fem-timers nødhjælpstopmøde afholdt og EU statsoverhoveder blev enige om at tredoble budgettet for Operation Triton til 120 mio € for 2015-2016. EUs ledere hævdede, at dette ville gøre det muligt for at sikre samme operationelle kapacitet som Operation Mare Nostrum havde haft i 2013-2014. Som en del af aftalen enedes Stobritanien i at udstationere HMS Bulwark, to patruljebåde og tre helikoptere for at deltage i operationen. Den 5. maj 2015 blev offentliggjorde den irske forsvarsminister Simon Coveney, at LÉ Eithne ville også deltage i opperatione. Amnesty International kritiserede udmiddelbart EU-reaktionen for at være beregnet til at "redde ansigt ikke en livreddende operation", og sagde, at den "manglende udvidelse af Tritons operationelle område fatalt vil underminere opfyldelse af forpligtelserne".
Den 22. september 2015 godkendte et EU ministerrådsmøde i Bruxelles en plan, der vil tvinge medlemsstaterne til at acceptere 120.000 migranter, der søger tilflugt i EU, og nedstemte fire øst-sydøstlige EU-lande: Tjekkiet, Ungarn, Rumænien og Slovakiet, mens Finland undlod at stemme.

#### Fordeling og bosætning af flygtninge
Da tusindvis af flygtninge ankom fra Budapest til Wien, forlangte Tyskland, Italien og Frankrig at asylansøgere skulle fordeles mere ligeligt mellem EU-landene. Kommissionens formand Jean-Claude Juncker foreslog at indføre et flygtninge kvotesystem til fordeling af 160.000 asylansøgere blandt EU-landene. Jean Asselborn, Luxembourgs udenrigsminister, opfordrede til oprettelse af et europæisk Flygtningehøjkommissariat, der skulle have beføjelser til at undersøge, om alle EU-land anvender de samme standarder for tildeling af asyl til flygtninge. Viktor Orbán, Ungarns statsministere, kritiserede Kommissionens advarsel om, at "mange millioner" af flygtninge kunne komme til Europa. Asselborn sagde at han skammede sig over Orbán. Den tyske udenrigsminister Frank-Walter Steinmeier gjorde klart, at EU-medlemlandes afvisning af at indføre obligatoriske flygtningekvoter kunne blive nødvendigt at nedstemme: "Hvis der ikke er nogen anden vej, så bør vi seriøst overveje at bruge instrumentet for kvalificeret flertal".
Ledere af Visegrad-landene: Tjekkiet, Ungarn, Polen og Slovakiet, erklærede på et møde i september i Prag, at de ikke ville acceptere obligatoriske flygtningekvoter til fordeling af flygtningene. Den tjekkiske regeringssekretær for europæiske anliggender kommenterede, at "hvis to eller tre tusinde mennesker, der ikke ønsker at være her bliver tvunget til Tjekkiet, er det rimeligt at antage, at de vil forlade landet alligevel. Kvoterne er unfair over for flygtningene, vi kan ikke bare flytte dem her og der ligesom kvæg." Den 2. september 2015 oplyste den tjekkiske indenrigsminister Milan Chovanec, at Tjekkiet, på trods af Dublin-forordningen, ville tilbyde asyl til alle syriske flygtninge som politiet havde pågrebet: ud af omkring 1.300 pågrebene frem til den 9. september valgte kun 60 besluttet at søge om asyl i Tjekkiet, mens resten af flygtningene fortsatte til Tyskland eller andre steder. Den tjekkiske præsident Miloš Zeman sagde, at de ukrainske flygtninge, der flygtede fra krigen i Donbass også burde inkluderes i flygtningekvoterne.
Den 7. september 2015 meddelte Frankrig, at de ville acceptere 24.000 asylansøgere over to år; Storbritannien meddelte, at de ville tage i op til 20.000 flygtninge, primært udsatte børn og forældreløse fra lejre i Jordan, Libanon og Tyrkiet; og Tyskland lovede US $ 6.700.000.000 til at udgifterne i forbindelse med flygtningekrisen. Imidlertid advarede både Østrig og Tyskland, også den 7. september 2015, om at de ikke ville være i stand til at holde trit med det nuværende tempo i tilstrømningen af flygtninge, og at det vil være nødvendigt at sætte farten ned.
På et møde den 22. september 2015 godkendte EU indenrigsministre en plan om at fordele 120.000 asylansøgere over to år fra frontline staterne Italien, Grækenland og Ungarn til alle andre EU-lande (undtagen Danmark, Irland og Storbritannien, som har forbehold). Flytningeplanen gælder for asylansøgere "med klart behov for international beskyttelse", syrere eritreanere og irakere, 15.600 fra Italien, 50.400 fra Grækenland og 54.000 fra Ungarn, der vil blive fordelt i EU hedder på grundlag af kvoter, hvor der tages hensyn til økonomiens størrelse og befolkningens størrelse, samt antallet af hidtil modtagne asylansøgere. Beslutningen var en flertalsafgørelse, hvor Tjekkiet, Ungarn, Rumænien og Slovakiet stemte imod og Finland undlod at stemme. Da Ungarn stemte imod flytningeplanen, vil landets 54.000 asylansøgere ikke blive fordelt i første omgang, og kun flygtninge fra Italien og Grækenland vil blive indgå i kvoteordningen.
I begyndelsen af maj 2016 foreslog EU-kommissionen på ny flygtningekvoter, denne gang med tilbud om at "Eu-lande" skulle kunne betale sig fra at modtage de tildelte flygtninge. Planen mødte voldsom modstand i flere EU-lande. Ungarn kaldte forslaget "pengeafpresning" og Polen en forsinket "aprilsnar". Ungarn og Slovakiet besluttede at indklage kommissionens magtmisbrug for EU-Domstolen.

#### EUs liste over "sikre oprindelseslande"
12 EU-lande har allerede nationale lister over sikre oprindelseslande. Europa-Kommissionen har foreslået en fælles EU-liste, der udpeger alle EU-kandidatlande: Albanien, Makedonien, Montenegro, Serbien og Tyrkiet samt Bosnien-Hercegovina og Kosovo som "sikre". Listen vil tillade hurtigere hjemsendelse til disse lande, selv om asylansøgninger fra statsborgere fra disse lande fortsat vil blive vurderet individuelt fra sag til sag.

#### Dublin-forordningen og grænsesikkerhed
I henhold til Dublin-forordningen, skal en person, der havde indgivet om asyl i et EU-land og efterfølgende ulovligt krydser grænsen til et andet land, returneres til ankomstlandet. Eftersom Schengen-området, der udgøres af 22 EU-lande, ikke internt har grænsekontrol, blev det mere og mere vanskeligt at håndhæve af Dublin-forordningen i sensommeren 2015, hvor de fleste migranter forsøgte at nå Tyskland eller Sverige gennem de øvrige EU-lande.

### Ungarn
Ungarn blev overbebyrdet af asylansøgninger og den 23. juni 2015 nægtede landet at modtage afviste asylansøgere, der ulovligt havde krydset grænserne til andre EU-lande og var blevet tilbageholdt der.
Ungarn indsatte hæren langs grænsen til Serbien, og meddelte, at fra 15. september, vil alle personer, der illegalt krydsede den ungarske Schengengrænse ville blive arresteret og måtte forvente fra 3 til 5 års fængsel. Efter den østrigske kansler Werner Faymanns bemærkning, om at Ungarns behandling af flygtninge er beslægtet med nazistiske politik, begyndte Ungarn at transportere flygtninge busser direkte til den østrigske grænse, hvor de blev losset af og forsøgte at krydse grænsen til fods.
Den 15. september blev det rapporteret, at indvandrere i det sydlige Ungarn havde indledt en sultestrejke mod lukningen af grænsen til Serbien.
Den 16. september blev det rapporteret, at ungarsk politi havde brugt tåregas og vandkanoner mod de protesterende flygtninge, der krævede åbning af grænsen, efter at de havde kastet sten mod uropolitiet.

### Kroatien
Den 17. september lukkede Kroatien grænsen til Serbien.

### Tyskland
Den 24. august 2015 besluttede Tyskland i henhold til artikel 17 i Dublin-III forordningen at suspendere den generelle procedure med hensyn til syriske flygtninge og direkte behandle deres asylansøgninger selv. Ændringen i Tysklands asylpolitik opildnede et stort antal flygtninge til at flygte mod Tyskland, især efter den tyske kansler Merkels udtalelse, at "der er ingen juridisk grænse for antallet af flygtningebørn". Østrig tillod i mellemtiden uhindret gennemrejse for flygtninge fra Ungarn til Tyskland.

### Tjekkiet
Den 2. september 2015 besluttede Den Tjekkiske Republik at trodse Dublin-forordningen og tilbyde syriske flygtninge, der allerede havde ansøgt om asyl i et andet EU-land, men alligevel ankom til landet enten at få deres ansøgning behandlet i Den Tjekkiske Republik eller at fortsætte deres flugt til et andet land. Reglerne om flygtninge af andre nationaliteter blev ikke ændret, disse risikerede fortsat tilbageholdelse og tilbagesendelse ifølge Dublin-forordningen, hvis de forsøgte at nå Tyskland gennem Tjekkiet.

### Østrig
Den 7. september offentliggjorde Østrig, de ville udfase de særlige foranstaltninger, der havde tilladt titusinder af flygtninge at gennemrejse landet og atter sætte Dublin-forordningen i kraft.
Den 14. september etablerede Østrig grænsekontrol på grænsen til Ungarn. Østrig indsatte både politiet og hæren langs grænsen.

### Tyskland
Den 13. september etablerede Tyskland midlertidig grænsekontrol langs grænsen til Østrig, for at "begrænse den nuværende tilstrømning" og "vende tilbage til ordnede procedurer, når flygtninge ankommer til landet" i henhold til den tyske indenrigsminister Thomas de Maizière. Den tjekkiske Republik reagerede ved at øge politiets tilstedeværelse ved grænsen til Østrig for at kunne reagere hvis flygtningene, der var i Østrig, forsøgte at nå Tyskland via Tjekkiet. Tjekkisk politi etablerede ikke egentlig grænsekontrol som Tyskland, men gennemførte tilfældige ransagninger af køretøjer ikke langt fra grænsen, og patruljerede med biler og helikoptere langs grænsen. Tjekkiske politifolk blev også stationeret i Østrig for at advare hvis et stort antal flygtninge flyttede sig mod de østrigske-tjekkisk grænser.

### Danmark
Mellem den 9. og 10. september lukkede Danmark sin store motorvej samt jernbanelinje fra Tyskland, efter hundredvis af flygtninge nægtede at blive registreret i landet som asylansøgere, og insisterede på at fortsætte deres rejse til Sverige.

### Grænserne lukkes
Stående over for de voksende mængder af migranter, der ufortrødent væltede ind over grænserne overalt i Europa, besluttede først Ungarn og siden flere andre lande at foretage skridt til at begrænse den fortsatte migration. Dette skete i første række ved at (gen)opføre grænsehegn mod de lande, hvorfra migrationsstrømme formodedes at komme. Den 6. juli 2015 traf Ungarns parlament med stemmerne 151-41 beslutning om at opføre et grænsehegn mod Serbien som del af en ny anti-immigrationslov, der også skulle strammede asylreglerne. Beslutningen skete under henvisning til EU's passivitet over for den da allerede stærkt udviklede migrationskrise af hidtil uset omfang, hvor mere end 150.000 migranter var kommet ind i Europa i løbet af de første seks måneder af 2015 og mere end 715.000 mennesker havde ansøgt om asyl i EU gennem de seneste tolv måneder. Ungarns premierminister, Viktor Orban, udtalte om EU-kommissionens da fremsatte forslag om omfordeling af migranter:
"Det forslag der ligger på bordet fra EU-kommissionen, er absurd, grænsende til vanvid. Kvoter vil kun bringe flere mennesker til Europa. Det er et incitament for menneskehandlere og vil simpelthen fortælle folk: ja, forsøg at krydse Middelhavet for enhver pris."
Kort efter fulgte flere andre lande op med også et etablere grænsehegn og stærkere grænsebevogtning end hidtil.
Flygtningeruterne over Balkan har flest grænserestriktioner under flygtningekrisen i EU i 2015, ifølge The New York Times og andre kilder:
- Tyrkiet → Grækenland

Grækenland byggede et pigtråds grænsehegn i 2012 langs dets korte landegrænse til Tyrkiet. I september 2015 gav tyrkiske provinsielle myndigheder ca. 1.700 flygtninge tre dage til at forlade grænseområdet.
- Tyrkiet → Bulgarien

Som følge af Grækenlands omdirigering af indvandrere til Bulgarien fra Tyrkiet, opbyggede Bulgarien sit eget hegn for at blokere flygtninge fra at komme ind fra Tyrkiet.
- Grækenland → Makedonien

Et forsøg fra politiets side på at blokere for flygtningene i at komme ind i Makedonien fra Grækenland mislykkedes, Makedonien lod derfor flygtningene hurtigst mulig transport mod nord ind Serbien i stedet.
Den 28. november 2015 igangsatte Makedonien opførelsen af et pigtrådshegn på grænsen mod Grækenland for at forhindre indstrømning af nye mængder af migranter. Syrere, afghanere og irakere havde i stort antal uhindret passeret Balkan-landene efter at være ankommet med båd eller gummibåd til Grækenland eller Tyrkiet, men i de foregående par uger af november var migranter af alle andre nationaliteter blevet afvist. Dette førte til en kaotisk ophobning af mennesker på den græsk-makedonske grænse, hvor utilfredse iranere, pakistanere, marokkanere og andre, der ønskede at komme videre nordpå i Europa, protestede. Et par dage forud for beslutningen forsøgte demonstranter at storme en hullet politikæde, som skulle forhindre folk i at komme ind i Makedonien. Den 19. januar 2016 lukkede Makedonien grænsen for flygtninge fra Grækenland.
- Serbien → Ungarn

Ungarn byggede et 175 km langt pigtråds grænsehegn langs grænsen til Serbien i 2015.
- Kroatien → Ungarn

Ungarn byggede et 40 km langt pigtråds grænsehegn langs grænsen til Kroatien i 2015.
- Rumænien → Ungarn

Ungarn befæstede sin grænse til Rumænien den 15. september 2015 og skabte følger for flygtninge så langt som til Edirne, Tyrkiet. Ungarn offentliggjorde planer om også at bygge grænsehegn til EU-landet Rumænien.
- Kroatien → Slovenien

Slovenien blokerede for flygtningenes indrejse fra Kroatien i september 2015 flygtninge bevæbnet med pegerspray forsøger alligevel at krydse grænsen.
- Ungarn → Østrig

Østrig planlagde at oprettet grænsekontrol langs grænsen til Ungarn i september 2015 og embedsmænd oplyste kontrollerne kunne forblive i kraft i henhold til EU-regler i op til seks måneder.
- Østrig → Tyskland

Tyskland indførte midlertidige rejserestriktioner fra Østrig med jernbane i 2015, men har indført de mindst byrdefulde restriktioner for flygtninge der er kommet af Vestbalkanruten i 2015, samtidigt insisterer kansler Angela Merkel på, at Europa bevarer åbne grænser.
- Tyskland → Sverige

I november 2015 indførte Sverige grænsekontrol i forhold til indrejsende direkte fra Tyskland.
- Tyskland → Finland

Finland indførte ved årsskiftet ifølge Hufvudstadsbladet visumkrav for at komme om bord på færgen fra Travemünde i Tyskland til Finland. Det er via denne rute, at de fleste asylansøgere kommer fra Europa til Finland.
- Danmark → Sverige

Den 4. januar 2016 indførte Sverige id-kontrol ved indrejse fra Danmark. Desuden indførtes såkaldt transportøransvar, det vil sige, at det er transportørens ansvar at kontrollere, at den rejsende har billed-id (pas, kørekort eller svensk id-kort) med.
- Tyskland → Danmark

Den 4. januar 2016 kl. 12.00 indførte den danske regering stikprøvevis id-kontrol på grænserne til Tyskland. Beslutningen var angiveligt en direkte følge af den svenske kontrol samme dag.
- Slovenien → Østrig

Den 16. januar 2016 meddelte Østrig, at man ville lukke grænsen for transitflygtninge, det vil sige flygtninge, som ikke ville søge asyl enten i Østrig eller i Tyskland, men ville videre til Skandinavien.

### Nye smuglerruter
Efter, at Makedonien lukkede sin grænse, fandt menneskesmuglerne en ny rute: direkte fra Tyrkiet til Italien eller gennem Grækenland og derfra videre til Albanien eller Montenegro, hvorfra menneskesmuglere klarer bådtransporten over Adriaterhavet. Ifølge den italienske avis La Repubblica, der havde infiltreret snuglernettet, var prisen 6-7.000 Euro.

### Internationalt
- De Forenede Nationer (FN) meldte ud, at de regner at flygtninge/indvandre antallet vil nå en million i Europa i løbet 2016.[266] (hvilket holdt stik)
- NATOs generalsekretær Jens Stoltenberg sagde "there is a need for immediate measures, border, migrant, the discussion about quotas, so on – this is civilian issues, addressed by the European Union."[267] Den tjekkiske premierminister Andrej Babiš sagde i en reaktion: "According to the NATO chief, the problem of refugees is a problem of the EU and the border protection and the fight against people smugglers is in the power of particular EU member states."[268]
- Australiens premierminister Tony Abbott har udtalte at tragedien er blevet "worsened by Europe's refusal to learn from its own mistakes and from the efforts of others who have handled similar problems. Destroying the criminal people-smugglers was the centre of gravity of our border control policies, and judicious boat turnbacks was the key."[269]
- Den israelske oppositionsleder Isaac Herzog har opfordret til at Israel skulle tage flygtninge fra Syrien.[270] To dage senere afviste premierminister Benjamin Netanyahu at acceptere syriske flygtninge, på grund af for Israels manglende "demographic and geographic depth" til at imødekomme dem.[271]
- Den 7. september 2015 raporterede medier at Pave Benedikt XVI bad for indvandre og flygtninge fra Syrien. Han sagde blandt andet: “Unfortunately the sea for many has become a tomb, but it should be a bridge. It must not be considered a border: the sea connects one country to another, one continent to another. If there are problems in a country or in a continent, the opposite shore should be there to help”.[272]
- USA's præsident Barack Obama roste Tyskland for at tage en ledende rolle i at modtage flygtninge.[273] Selv har Obama bevilget at USA ville modtage 100.000 flygtninge.
- Den amerikanske milliardær Donald Trump har som præsidentkandidat for det republikanske parti udtalt at USA bør tage syriske flygtninge, og lægger skylden for deres situation på Obamas udenrigspolitik.[274] Trump skiftede dog efterfølgende holdning, da han påkaldte en opfordring til at afvise muslimer indrejse i USA, indtil landets repræsentanter finder ud af hvad det er der foregår. Udtalelsen vakte fordømmelse fra flere sider, også fra det republikanske partis ledelse, men vandt opbakning iblandt hans tilhængere. Under sin præsidentvalgkamp i 2016 har Trump dog nedtonet sit forslag til kun at forbyde muslimer fra lande med en beviselig historie for terroristisk og ekstremistisk virksomhed.
- I begyndelsen af marts 2016 bad EUs præsident, Donald Tusk, økonomiske migranter om at holde sig væk fra Europa.[275]

## Ulykker
Flere alvorlige ulykker og dødsfald har fundet sted i Europa som følge af menneskesmugling med flygtninge. Det er normalt, at flygtninge transporteres rundt i lastbiler, hvilket menes af øge alvorligheden af ulykker, når de opstår. 

## Migrantstrømmen fortsætter i 2016
I begyndelsen af 2016 konstaterede tysk presse, at der ventede nye strømme af migranter mod Europa: 100.000 befandt sig ved den tyrkisk-syriske grænse, mellem 200.000 og 250.000 befandt sig i Libyens kystområder, hvor de ventede på menneskesmuglere, ved Idomeni ved grænsen mellem Makedonien og Grækenland var nogle tusinde, og i den berygtede "New Jungle"-lejr i Calais var der 3.000 migranter.
En række lande nægtede at tage migranter retur: Egypten, Algeriet, Marokko, Ethiopien, Benin, Burkina Faso, Ghana, Guinea, Guinea-Bissau, Mali, Niger, Nigeria og Tunesien i Afrika samt Bangladesh, Indien, Pakistan og Libanon i Asien.
Efter, at der var indgået en aftale mellem Tyrkiet og EU om at begrænse strømmen af migranter fra Tyrkiet til græske øer, skete der et massivt fald i omfanget af migrantstrømmen: i marts 2016 kom der 26.971 migranter fra Tyrkiet til græske øer, i april 2016 kun 3.360 migranter - et fald på 88%.

## Afvisninger og tilbagesendelser
Den 17. januar 2016 meddelte Tyskland, at asylansøgere fra Algeriet og Marokko ville blive afvist og tilbagesendte, da de to lande blev regnet som "sikre". Samme praksis skulle gælde for asylansøgere fra Balkan. Beslutningen kom i forlængelse af skandalen, hvor asylansøgere havde deltaget i seksuel chikane nytårsnat 2015/16 i flere tyske og andre europæiske byer. Den 19.januar 2016 blev det oplyst, at også Sverige vil sende marokkanske "gadebørn" tilbage til Marokko. Ifølge svenske myndigheder er der omkring 800 unge drenge fra Marokko og andre nordafrikanske lande i Sverige. Kort efter meddelte Sverige, at man var parat til at sende op til 80.000 asylansøgere af de 163.000 personer, der var ankommet til landet i løbet af 2015, hvis ansøgninger var blevet afslåede, tilbage til deres hjemlande. Også Norge ville sende flygtninge, der var kommet ind i landet via Rusland, tilbage hertil. Beslutningen omfattede ca. 5.500 personer. Rusland tilkendegav dog omgående, at man ikke ville modtage de afviste asylansøgere, som man selv have ladet passere grænsen til Norge. Også Finland tilkendegav, at et stort antal asylansøgere - ca. 20.000 - havde fået afslag og ville blive sendt retur. Østrig tilkendegav i slutningen af januar 2016, at man ville skærpe betingelserne for at opnå asyl og meddelte, at man forventede at tilbagesende 50.000 asylansøgere.

## Asylloft
I januar 2016 tilkendegav Østrig, at man indførte et loft over hvor mange asylansøgere, man ville tillade i 2016: 37.500. Det påkaldte kritik fra EU's migrationskommissær, Dimitris Avramopoulos, der meddelte, at flygtningekvoter var "ulovlige". Grækenland, der er hovedtransitland for migranter, kaldte sin ambassadør i Wien hjem.